# Whatever You Want
Whatever You Want — дванадцятий студійний альбом британського рок-гурту Status Quo, який був випущений 12 жовтня 1979 року.

## Список композицій
1. Whatever You Want — 4:04
2. Shady Lady — 3:00
3. Who Asked You — 4:00
4. Your Smiling Face — 4:25
5. Living on an Island — 4:48
6. Come Rock with Me- 3:15
7. Rockin' On — 3:25
8. Runaway — 4:39
9. High Flyer — 3:47
10. Breaking Away — 6:44

## Учасники запису
- Френсіс Россі — вокал, гітара
- Рік Парфітт — вокал, гітара
- Алан Ланкастер — бас-гітара
- Джон Колен — ударні